# Рунівщинська сільська рада (Полтавський район)
Рунівщинська сільська рада — колишній орган місцевого самоврядування у Полтавському районі Полтавської області з центром у селі Рунівщина.

## Населені пункти
Сільраді були підпорядковані населені пункти:
- c. Рунівщина
- с. Гаврилки
- с. Глоби
- с. Карнаухи
- с. Петрашівка
- с. Сягайли
- с. Фисуни